# 孟丙 (鲁国)
孟丙（？—前538年），姬姓，叔孙氏，是叔孙豹与国姜的嫡长子，仲壬同母兄，竖牛、叔孙昭子的异母兄弟。
当初叔孙豹离开本宗叔孙氏，前往齐国娶了国姜，生了孟丙、仲壬。叔孙豹回国继承叔孙氏后没有把国姜接回去，公孙明就娶了国姜。叔孙豹对此感到生气，等两个儿子长大后才派人将他们接回国。
前538年，叔孙豹在丘莸打猎时生了病，他的庶长子竖牛想要搅乱叔孙氏的家室占为己有，一定要和孟丙盟誓，孟丙不同意。叔孙豹为孟丙铸造了一口钟，说：“你还没有以国卿嫡长子的身份进入正式交际场合，在为大夫们举行享礼的时候，举行钟的落成典礼，以确认你做叔孙氏的继承人。”孟丙将享礼准备好了后，让竖牛请叔孙豹定了日期。竖牛进入叔孙豹的房间却不报告这件事，出来假装叔孙豹的命令定了日期。宾客来后，叔孙豹听到钟声，感到奇怪。竖牛说：“孟丙那里在招待国姜的丈夫。”叔孙豹发怒了，准备前去，竖牛阻止了他。客人出去以后，叔孙豹派人拘禁了孟丙，在外边把他杀了。
后来叔孙昭子召集叔孙家族要除掉杀嫡立庶、分裂封邑、造成祸乱的竖牛。竖牛害怕，出奔齐国。孟丙、仲壬的儿子在塞关之外杀死他，把他的首级扔在宁风的荆棘上。